# Mauger Nunatak
Il Mauger Nunatak è un nunatak, cioè un picco roccioso isolato, alto 2.780 m, situato circa 6 km a nordest del Mount Block, nelle Grosvenor Mountains, catena montuosa che fa parte dei Monti della Regina Maud, in Antartide. 
La denominazione è stata assegnata dalla New Zealand Geological Survey Antarctic Expedition (1961–62) in onore di Clarence Charles Mauger (1892–1963), carpentiere a bordo della Aurora, la nave che trasportava dall'Australia al Mare di Ross uno dei gruppi della Spedizione Endurance (Imperial Trans-Antarctic Expedition (1914–17), condotta dall'esploratore polare britannico Ernest Shackleton.